# Средние Юри
Средние Юри — деревня в Малопургинском районе Удмуртской республики.

## География
Находится в южной части Удмуртии на расстоянии приблизительно 25 км на юго-запад по прямой от районного центра села Малая Пурга.

## История
Известна с 1802 года как деревня Юри Баграш (Юри Баграшевой) с 58 дворами. В 1873 году 52 двора, в 1893 — 90, в 1905 — 99, в 1924—130. До 2021 года входила в состав Нижнеюринского сельского поселения.

## Население
Постоянное население составляло: 204 души мужского пола (1802), 375 человек (1873), 538 (1893), 580 (1905), 706 (1924), 370 в 2002 году (удмурты 98 %), 392 в 2012.